# آدم (فیلم مراکشی ۲۰۱۹)
آدم (به انگلیسی: Adam) یک فیلم سینمایی درام مراکشی محصول سال ۲۰۱۹ به کارگردانی مریم توزنی است. اولین بار این فیلم در جشنواره فیلم کن ۲۰۱۹ در بخش نوعی نگاه به نمایش درآمد. این فیلم به عنوان ورودی یک فیلم مراکشی برای جایزه اسکار بهترین فیلم بین‌المللی در نود و دومین دوره جوایز اسکار انتخاب شد، اما نامزد نشد.

## داستان
این فیلم بر روی سامیا، مادری جوان باردار و بدون ازدواج متمرکز است که به دنبال کار می‌رود…

## بازیگران
- لوبنا آزابال در نقش ابلا
- نیسرین ارادی
- دو بالخوض
- عزیز حتاب در نقش اسلیمانی
- حسنا تامتاوی در نقش رکیا